# Catena Leuschner
Catena Leuschner – łańcuch kraterów na powierzchni Księżyca, o długości 364 km. Jego współrzędne selenograficzne to 4,42°N; 110,06°W.
Catenę nazwano od krateru Leuschner, nazwa została zatwierdzona przez Międzynarodową Unię Astronomiczną w 1979 roku.